# Urmań
Urmań – wieś na Ukrainie w rejonie tarnopolskim (do 2020 brzeżańskim) należącym do obwodu tarnopolskiego.
Zachodnią część wsi stanowi dawniej odrębna wieś Wolica.
W II Rzeczypospolitej miejscowość w powiecie brzeżańskim województwa tarnopolskiego.
W 1938 r. nacjonaliści ukraińscy z OUN zamordowali komendanta Policji Państwowej w Urmaniu. W latach 1939–1944 członkowie UPA zamordowali 14 Polaków.